# Disa procera
Disa procera är en orkidéart som beskrevs av Hans Peter Linder. Disa procera ingår i släktet Disa och familjen orkidéer. Inga underarter finns listade i Catalogue of Life.